# Разграбване на Рим (1527)
Вижте пояснителната страница за други значения на Разграбване на Рим.
Разграбването на Рим (на италиански: Il Sacco di Roma) е инцидент от 6 май 1527 г., по време на Войната на Лигата от Коняк, при който испански, немски и италиански военни части на император Карл V, под командването на конетабъла Шарл дьо Бурбон, разграбват столицата на Папската държава Рим. 45 хиляди жители на града загиват или са изселени, а самият папа Климент VII е обсаден в Сант Анжело. 
Имперските войски на заплата при император Карл V са съставени главно от около 14 хил. германски ландскнехти (наемни пехотни войници), както и от 6000 испански войници и неизвестен брой италиански банди.
Първоначална формация от имперски войски, съставена главно от испанци, дебаркира в Генуа под ръководството на Шарл III дьо Бурбон и е ангажирана през втората половина на 1526 г. в Паданската низина срещу Лигата от Коняк. Поради това императорът изпраща ландскнехтите, водени от Георг фон Фрундсберг от Тирол, за да я подсили, но на тях първоначално се противопоставя ефективно известният кондотиер Джовани дале Банде Нере. Когато Джовани умира и Милано е превзет, испанците и ландскнехтите се срещат в Пиаченца през февруари 1527 г.
Венецианските владения на изток са защитени от Франческо Мария I дела Ровере, херцог на Урбино, който прави малко, за да предотврати имперските действия в земите на Миланското херцогство. Ландскнехти и испанци,  зле настроени един към друг, решават да се придвижат заедно на юг, за да търсят плячка, под частичното командване на Шарл III дьо Бурбон, който може да разчита само на личен престиж, предвид факта че войските не са виждали заплата от месеци, докато Фрундсберг, стар и болен, остава във Ферара.
Гладни и жадни за плячка, те изоставят малката си артилерия. Заобикалят Флоренция, считана за трудна цел, тъй като е добре защитена, и с форсирани маршове и водени от глад се насочват към Рим. Градът на практика е лишен от защита, тъй като папа Климент VII разпуска войските, за да спести пари, убеден, че може да преговаря с Карл V, за да смени отново страната. В този момент имперците, извън контрол поради неплащания, действат по собствена инициатива и атакуват града, надхвърляйки намеренията на самия Карл V, който иска да се ограничи до заплаха със сила, за да принуди Климент VII да се споразумее.
Разграбването на Рим има трагичен ефект както по отношение на щетите върху хората, така и върху художественото наследство. Около 20 хил. граждани са убити, 10 хил. бягат, а 30 хил. умират от чумата, донесена от ландскнехтите. Климент VII, който намира убежище в замъка Сант Анжело, докато по-голямата част от швейцарската гвардия е избита, трябва да плати 400 хил. дуката, за да бъде освободен. Ландскнехтите, предимно протестанти, са оживени и от антипапски плам и са отговорни за най-голямата жестокост към религиозните лица (мъже и жени) и за щетите на местата за поклонение.
Събитието бележи важен момент в дългите войни за господство в Европа между Свещената Римска империя и Кралство Франция, съюзено с Папската държава. Опустошението и окупацията на град Рим сякаш символично потвърждават упадъка на Италия под влиянието на чуждите армии и унижението на Католическата църква, която също се е ангажирала да противодейства на Лутеранското реформаторско движение, развило се в Германия. Карл V отрича да носи отговорност за инцидента и в този смисъл е оправдаван от Климент VII, когато двамата се споразумяват, докато омразата между католици и лутерани нараства още повече.

## Предистория
Инцидентът е част от по-широката рамка на конфликтите за надмощие в Европа между Хабсбургите и Валоа, т.е. между Франсоа I дьо Валоа, крал на Франция, и Карл V Хабсбург, император на Свещената Римска империя и крал на Испания. По-точно това е част от втория конфликт, в който двамата суверени са ангажирани от 1526 до 1529 г. Първият завършва с поражението на Франсоа I при Павия и подписването на Мадридския договор през януари 1526 г., след което френският суверен трябва да се откаже, наред с други неща, от всичките си права над Италия и да върне Бургундия на Хабсбургите.
През май обаче папа Климент VII (Джулио де Медичи ), използвайки недоволството на Валоа, че трябва да подпише договор, съдържащ изключително унизителни клаузи за Франция, насърчава сформирането на антиимперска лига – т. нар. Лига от Коняк. По същество папа Климент споделя страха с краля на Франция, че хабсбургският суверен, след като завладее Северна Италия и вече има цяла Южна Италия в ръцете си като испанско наследство, може да бъде подтикнат да обедини всички държави на полуострова под един скиптър, в ущърб на Папската държава, която рискува да остане изолирана и погълната. В допълнение към папата и краля на Франция Лигата се състои също от Миланското херцогство, Венецианската република, Генуезката република, както и от Медичите във Флоренция. Военните действия започват през 1526 г. с нападение срещу Сиенската република, но начинанието (битката при Камолия на 25 юли) се оказва неуспешно и разкрива слабостта на войските на папско разположение.
Императорът, възнамеряващ да контролира моментно Северна Италия, се опитва да си върне благоволението на папата, но тъй като не успява, решава да се намеси военно. Само че силите му са заети другаде: на вътрешния фронт срещу лутераните и на външния срещу Османската империя, която натиска по източните порти на империята; така той успява да разпали вътрешен бунт в Папската държава чрез могъщото римско семейство Колона, които винаги са били врагове на Медичите. Бунтът на Колона дава своите резултати. Кардинал Помпео Колона отприщва войниците си в папския град, които го разграбват. Климент VII, обсаден в Рим, е принуден да моли императора за помощ с обещанието да промени съюза си срещу краля на Франция, разпускайки Свещената лига от Коняк. Помпео Колона спокойно се оттегля в Неапол. Климент VII, след като е свободен, така или иначе не спазва уговорения пакт и призовава Франсоа I на помощ.
В този момент императорът нарежда въоръжената намеса срещу Папската държава (която в град Рим тогава е представлявана от губернатора Бернардо де Роси) чрез изпращане на контингент от ландскнехти под командването на херцог Шарл III дьо Бурбон – един от най-великите френски кондотиери, който е недолюбван от крал Франсоа I. Войските на бойното поле обаче са командвани от генерал Георг фон Фрундсберг – опитен тиролски водач на имперските ландскнехти, известен с омразата си към Римската църква и към папата; според неговия личен секретар Адам Ройснер той открито изразява твърдото си намерение да обеси Климент VII, след като окупира града. Армията от ландскнехти, събрана от Фрундсберг, ще бъде водена от някои експертни германски лидери, ветерани от предишните войни, включително от сина на Георг фон Фрундсберг, Мелхиор, от Конрад фон Бойнебург-Бемелберг, Себастиан Шертлин, Конрад Хес и Лудвиг Лодрон.

## Слизане на ландскнехтите
Ландскнехтите на Георг фон Фрундсберг, около 14 хил. наемници, набрани главно в Болцано и Мерано и последвани от техните 3000 жени, напускат Тренто на 12 ноември 1526 г. заедно с други 4000 наемници от Кремона. Първоначално маршируват в посока на долината на река Адидже, за да объркат венецианските милиции, а след това внезапно се насочват към долината на река Киезе, лагерувайки в Лодроне. Там обаче, предвид невъзможността да се преодолее военния укрепен комплекс Рока д'Анфо, охраняван от венецианците, след като преминават по трудни планински пътища във Вал Вестино и достигат до Вале Сабия при Вобарно, германските милиции не успяват да преодолеят първоначалната бариера от венецианските войски при Корона ди Рое Волчано. Уплашен от пристигането на войските на Лигата от Коняк, разположени в района на Милано, които се състоят от около 35 хил. войници, Фрундсберг смята, че е невъзможно да пробие към Бреша. Така че след като слиза до Гавардо, той отклонява марша на своите ландскнехти в посока Мантуа, където възнамерява да пресече река По.
Имперските милиции преодоляват слабата съпротива при Гойто, Лонато и Солферино и след това достигат Ривалта при Родиго. На 25 ноември 1526 г. ландскнехтите на Фрундсберг, също благодарение на предателството на господарите на Ферара и Мантуа, побеждават войските на прочутия кондотиер Джовани дале Банде Нере в битката при Говерноло, които се опитват да блокират пътя им близо до мост над река Минчо; самият кондотиер, който през предходните дни се опитва да забави вражеското настъпление с поредица от обезпокоителни набези на леката си кавалерия, е сериозно ранен от изстрел с фалконет и умира няколко дни по-късно. Следователно германските милиции успяват да пресекат река По на 28 ноември 1526 г. близо до Остиля и продължават настъплението си. През следващите дни те са подсилени от двеста мъже, водени от Филибер дьо Шалон, принц на Оранж, и от петстотин италиански аркебузири под командването на Николо Гондзага.
Войските на Лигата на Коняк демонстрират лоша сплотеност и посредствена военна ефективност; освен това някои италиански принцове благоприятстват настъплението на императорската армия. Алфонсо I д’Есте, херцог на Ферара, който след известни колебания се съюзява с Карл V, доставя модерните си артилерийски оръдия, които подсилват армията на ланскенетите преди битката при Говерноло, докато Мантуанският маркиз Федерико II Гондзага, въпреки че официално е съюзник на папата, отказва да вземе активно участие във войната. При тези условия армиите на Лигата на Коняк, присъстващи в Италия, не успяват да спрат имперските войски на Фрундсберг, които прекосяват река Таро на 14 декември 1526 г. и окупират Фиоренцуола, докато папските сили, водени от Франческо Гуичардини и Гуидо II Рангони, се оттеглят от Парма и Пиаченца в посока Болоня. В същото време Франческо Мария I дела Ровере, херцог на Урбино и командир на венецианската армия, от районите на Мантуа се държи благоразумно на разстояние от императорската армия и остава предпазливо в отбрана; той смята армията на ландскнехтите за непобедима в открито поле и предпочита да покрива територията на Венеция/
В действителност и ландскнехтите, въпреки очевидно неудържимия си напредък, са в затруднение поради непрекъснатите обезпокоителни атаки и преди всичко поради сериозната липса на провизии; марширувайки през кал и студ с недостатъчни запаси от храна, войските са в плачевно състояние и Георг фон Фрундсберг е сериозно обезпокоен. На 14 декември от Фиоренцуола имперският лидер изпраща спешна молба за помощ до Шарл III дьо Бурбон, който е в Милано с испанските войски, които според плановете трябва да се присъединят към ландскнехтите. Шарл решава бързо да се притече на помощ с войските си, които освен това показват лоша дисциплина и нетърпимост поради неплащане. С някои средства императорският водач успява да убеди войниците си да се подчиняват на заповедите му и на 30 януари 1527 г. тръгва от Милано. Испанските войски, 6000 души, се присъединяват към армията на ландскнехтите при Понтенуре близо до Пиаченца на 7 февруари. На 7 март събраната имперска армия, допълнително подсилена от пристигането на контингенти от проимперските италиански войски, пристига в Сан Джовани в района на Болоня.
На 16 март 1527 г. обаче има нови сериозни прояви на недисциплинираност и бунт сред императорските войски поради изключително лошите условия на живот и най-вече неизплащането на дължимата заплата на войските. След вълненията, които започват сред испанските департаменти, германските ландскнехти също се присъединяват към протестите и личният опит на Фрундсберг да потуши бунта е неуспешен. Милициите поискват заплащане и докато разговаря с войските, германският кондотиер се разболява сериозно. Поразен от инсулт, Фрундсберг, след безполезни опити за лечение, трябва да се откаже от командването си и на 22 март е евакуиран във Ферара. Вече болен, той се завръща в замъка си в Минделхайм едва през август 1528 г., за да умре там. Командването на имперските експедиционни сили е поето от Шарл III дьо Бурбон, който изпитва големи трудности при възстановяването на дисциплината.
Точно по време на размириците сред императорските войски пратениците на вицекраля на Неапол Шарл дьо Ланоа пристигат на бойното поле, за да информират Шарл III дьо Бурбон, че е сключено примирие с папа Климент VII въз основа на плащане от 60 хил. дуката на императорската армия. Папата, изключително разтревожен от инвазията, е решил да влезе в преговори и да наруши солидарността между силите на Лигата от Коняк. Новината за споразумението обаче предизвиква бурни протести сред имперските войски, които искат да компенсират трудностите на войната с опустошително ограбване на вражеската територия; следователно примирието е отхвърлено и Шарл III дьо Бурбон автономно решава да поднови настъплението, след като съобщава на вицекраля, че не може да се противопостави на волята на войските.
Имперските войски, около 35 хил. испански, немски и италиански войници, преминават Форли, където около 500 от тях са победени в сблъсък с войските на Микеле Антонио I ди Салуцо, прекосяват Апенините и отиват в Арецо, като по този начин следват Via Romea Germanica. Оттук на 20 април 1527 г. те тръгват отново, възползвайки се от несигурната ситуация, в която се намират венецианците и техните съюзници поради въстанието във Флоренция срещу Медичите. Войските, които защитават Рим, са малко на брой (не повече от 5000 души), но те имат на своя страна солидните стени и артилерия, които липсват на обсаждащите. Шарл III трябва бързо да превземе града, за да не попадне в капан от армията на Лигата от Коняк.

## Нападение над Рим
Сутринта на 6 май имперците започват атака. Има 14 000 ландскнехти и 6000 испанци. Към тях се добавят италианската пехота на Фабрицио Марамалдо, Шара Колона и Луиджи Гондзага „Родомонте“; много конници са поставени под командването на Феранте I Гондзага и на принца на Оранж Филибер дьо Шалон. Освен това много дезертьори от Лигата от Коняк – войници, уволнени от папата, и множество бандити, привлечени от надеждата за грабежи, също се присъединяват.
Нападението е съсредоточено между Яникул и Ватикана. За пример на своите последователи Шарл III дьо Бурбон е сред първите, които атакуват, но докато се катери по стълба е сериозно ранен от топка аркебуз, която изглежда е изстреляна от Бенвенуто Челини (според автобиографията му). Шарл III умира следобед. Това повишава устрема на нападателите, които с цената на големи загуби успяват да влязат в квартал Борго. Наследникът на Шарл III е принцът на Оранж Филибер дьо Шалон.
Докато испанските войски атакуват стените между Порта Торионе и Порта Форначи, ландскнехтите, водени от лейтенанта на Фрундсберг – кондотиерът Конрад фон Бойнебург-Бемелберг, започват да се изкачват по укрепленията между Порта Торионе и Порта Санто Спирито. Германците успяват след големи усилия да преодолеят граничната стена в сектора на Порта Санто Спирито; капитаните Никола Зайденщукер и Микеле Хартман достигат бойниците със своите ландскнехти, завладяват оръдията и принуждават защитниците да бягат.
Докато немските ландскнехти умножават усилията си да разширят пробива и масово да пресекат стените при Порта Сан Пиетро, отряд испански войници успява да идентифицира зле замаскиран прозорец на мазето на двореца Армелини близо до стените, който очевидно е незащитен. През този прозорец испанците влизат в тесен тунел, който ги отвежда вътре в двореца Армелини, където не срещат съпротива. След това войниците се връщат и разширяват отвора. По този начин войските успяват да нахлуят в квартала и да напреднат към Свети Петър. В същото време германските ландскнехти, обхванати от огъня на аркебузите, завладяват голяма част от стените и докато папските войски се оттеглят по пътя, те на свой ред се насочват към базиликата, настъпвайки отдясно на испанците.
Папата, който се моли в църквата, е преведен през малкия проход до Кастел Сант Анжело, докато 189 швейцарски гвардейци (наемници, но лоялни на папата) са избити, за да защитят бягството му.
Лишени от командване, ландскнехтите, дотогава разочаровани от разочароваща военна кампания, започват грабежи и насилие срещу жителите на града, започвайки от Борго Векио и от болницата Санто Спирито, с нечувана и дори безпричинна бруталност. Всички църкви са осквернени, съкровищата са откраднати и свещената утвар е унищожена. Монахини са изнасилвани, както и жени, които са изтръгвани от домовете им. Всички дворци на прелатите и благородниците (като членовете на сем. Масимо) са опустошени, с изключение на лоялните на императора. Населението е подложено на всякакъв вид насилие и тормоз. Улиците са осеяни с трупове и бродят банди пияни войници, които влачат жени от всички слоеве на обществото, както и мародери, носещи крадени стоки.
Папа Климент VII се озовава като беглец в непревземаемия замък Сант Анжело. На 5 юни, след като приема плащането на голяма сума за изтеглянето на обитателите, той се предава и е затворен в сграда в квартал Прати, докато чака плащането да бъде извършено. Капитулацията на папата обаче е трик, за да се измъкне от Кастел Сант Анджело и благодарение на сключените тайни споразумения да избяга от Вечния град при първа възможност. На 7 декември около тридесет рицари и силен отряд аркебузири под заповедта на Луиджи Гондзага Родомонте атакуват двореца, освобождавайки Климент VII, който е дегизиран като слуга, за да преодолее градските стени, и след това е ескортиран до Орвието. В живописната иконография Климент VII, започвайки от 1527 г., е изобразяван с бяла брада, която изглежда е побеляла за три дни, след болката, причинена от разграбването.
Разграбване продължава осем дена, след което градът остава окупиран от войските, които също се опитват да използват ситуацията по-късно, като поискват откуп за затворниците. Действителното изтегляне на грабителите е едва между 16 и 18 февруари на следващата година, след като е разграбено всичко и вече няма никаква възможност за получаване на откуп, но също и поради чумата, която се разпространява след месеци на лагеруване, и поради дезертьорството на много войници (асимилирани в населението).
Разграбването нанася огромни щети на художественото наследство на града. И работата във фабриката на Свети Петър е прекъсната и възобновена едва през 1534 г. с понтификата на Павел III: „Всички свещени неща, тайнствата и мощите на светиите, с които бяха пълни всички църкви, лишени от своите украшения, бяха хвърлени на земята; добавяйки към това германските варварски безкрайни хули. И онова, което остана от грабежа на войниците (които бяха най-долните неща), бе взето от страхливите Колона, които влязоха вътре. И кардинал Колона, който пристигна (мисля) на следващия ден, спаси много избягали жени в къщата си. Говореше се, че между парите, златото, среброто и скъпоценностите разграбването се бе повишило до повече от 1 млн. дуката, но че са получили още по-големи количества откупи.“
В допълнение към голямата сума за изтеглянето на окупаторите папата трябва да предаде като заложници Джовани Мария дел Монте (бъдещ папа Юлий III), архиепископ на Сипонтино, Онофрио Бартолини, архиепископ на Пиза, Антонио Пучи, епископ на Пистоя, и Джан Матео Джилберти, епископ на Верона.
В същия ден, в който отбраната на Рим поддава, папският капитан Гуидо II Рангони достига чак до моста Саларио с група коне и аркебузири, но предвид ситуацията се оттегля в Отриколи. Франческо Мария дела Ровере, който се е присъединил отново към войските на маркграфа на Салуцо, лагерува в Монтерози в очакване на новини. След три дена принцът на Оранж заповядва плячкосването да спре, но ландскнехтите не се подчиняват и Рим продължава да бъде разграбван, докато не остане нещо повече за крадене. Конкретни примери за насилието, извършено от ландскнехтите, са: граждани, ограбени от всичките си притежания, свещеници, убити или с отрязан нос, монахини, доведени в къщи с лоша репутация или продадени като робини, деца, изхвърлени от прозорците от пияни войници, граждани, оковани във вериги или оставени да гладуват, защото нямат пари да откупят свободата си. Болен кардинал е поставен в ковчег, отнесен е в църквата, където пеят пародия на погребение, заплашвайки да го погребат жив, ако не плати голям откуп. Магаре е облечено като епископ, заведено е в църквата, заповядано е на свещеник да го причести, той отказва и е убит на място. За да спасят дъщерите си от изнасилване, някои родители предпочитат да ги убият
Някои римски семейства, на страната на ландскнехтите, успяват да спасят имуществото си. Сред тях, освен Колона, са Гонзага и Фарнезе. Всъщност докато един от синовете на Алесандро (бъдещ папа Павел III), Ранучо Фарнезе, е подчинен на папа Климент VII, другият му син Пиер Луиджи е командир на ландскнехтите. При влизането си в Рим Пиер Луиджи се настанява в Палацо Фарнезе, като по този начин спасява имуществото на семейството.

## Ефекти върху населението на Рим
По времето на разграбването град Рим има, според папското преброяване, извършено между края на 1526 и началото на 1527 г., 55 хил. жители , съставени главно от колонии от различни италиански градове, с флорентинско мнозинство. Такова голямо население е защитавано от около 4000 въоръжени мъже и 189 швейцарски наемници, които формират гвардията на папата.
Вековните недостатъци в поддръжката на древната канализационна система правят Рим нездравословен град, заразен с малария и чума. Внезапното струпване на хора, причинено от десетки хиляди ландскнехти, значително влошава хигиенната ситуация, благоприятствайки безмерно разпространението на заразни болести, които унищожават както населението, така и окупаторите.
В края на тази ужасна година гражданството на Рим е намалено почти наполовина от приблизително 20-те хил. смъртни случая, причинени от насилие или болести. Сред жертвите са и висши прелати, като кардинал Кристофоро Нумай да Форли, който почива няколко месеца по-късно от страданията, претърпени по време на грабежа. Както на много други места в Европа поради религиозните войни през 16 век в Рим настъпва период на бедност.

## Причини за ужаса
Причините, които карат германските наемници да се отдадат на такъв отвратителен грабеж и за толкова дълго време, т.е. за около десет месеца, се крият в разочарованието от военната кампания, която дотогава е разочароваща, и преди всичко в горещата омраза, която повечето от тях – лутерани, хранят към Католическата църква.
Освен това в онези дни на войниците се плаща на всеки пет дни. Когато обаче командирът на войските няма достатъчно пари да им плати, той разрешава разграбването на града, което обикновено не трае повече от ден. Достатъчно време, така че войските да компенсират липсата на заплащане. В конкретния случай ландскнехтите остават не само без заплати, но и без командир.Георг фон Фрундсберг набързо се връща в Германия поради сериозни здравословни проблеми, а Шарл III дьо Бурбон е ранен смъртоносно.
Без заплащане, без командир и без заповеди, в плен на гневно отвращение към Католицизма, за тях е лесно да се оставят толкова дълго време на разграбването на Рим – богат град и седалище на омразното папство.

## Последици
В допълнение към историята на град Рим, разграбването от 1527 г. има такова епохално значение, че Бъртранд Ръсел и други учени посочват 6 май 1527 г. като символичната дата, на която се поставя краят на Ренесанса.

### Религия
С разграбването започва повратна точка за целия католически свят. Логиката на властта на семействата и съмнителните обичаи, доминирали в папството, довеждат до лутеранската критика и до раждането на Лутеранството.
Разграбването на Католически Рим от ожесточена и презрителна протестантска армия, само десет години след публикуването на 95-те тезиса на Лутер (1517 г.), е един от елементите, които принуждават Църквата (и семействата) да реагират. Павел III Фарнезе, наследник на Климент VII де Медичи, свиква Трентския събор през 1545 г. с последващото раждане на Контрареформацията.

### Политика
Разграбването на Рим, извършено от армията на Карл V, което се случва в рамките на Войната на Лигата от Коняк (1526 – 1530), е част от сензационното събитие в рамките на един от конфликтите от 16 век, което след това довежда до разделянето на Европа между Хабсбурги и Франция, кулминирало през 1559 г. с Мира от Като Камбрези.

### Изкуство
Преди разграбването Рим е основната дестинация за всеки европейски художник, жаден за слава и богатство, за престижните поръчки на папския двор. Грабежът поражда истинска диаспора, която донася първо в италианските, а след това и в европейските дворове стила на grande maniera на учениците на Рафаело и Микеланджело. Това е идеализиран естетически стил, извлечен от класическото изкуство и модерното „класическо изкуство“ на Ренесанса.
В годините след разграбването обаче Контрареформацията бележи нов, по-дидактичен и разбираем стил, понякога оцветен със сериозност и празнично величие спрямо Католическата църква. Ярък пример за това е еволюцията на самия Микеланджело, който през 1508 – 1512 г. изрисува свода на Сикстинската капела с библейски изображения и който се завръща на същото място през 1536 – 1541 г. с предупредителния „Страшен съд“.

### Други вандалски прояви
- Унищожаване на една от многобройните реликви, известни като Воал на Вероника, съхранявани в Рим. Воалът на Вероника е известна реликва, за която до нас са достигнали няколко версии. Състои се от кърпа, вероятно от лен, първоначално собственост на Света Вероника, върху която е отпечатано лице, за което се смята, че е на Иисус.
- Вандалски надписи и драсканици на първия етаж на Вила Фарнезина, в Залата на перспективите и в Stanza della Segnatura във Ватикана
- Разрушаване на манастира към базиликата „Санта Мария дел Пополо“
- Пожар и щети на първия Палацо Масимо але Колоне, построен през 15 век
- Разрушаване на гробницата на Ваноца дей Катанеи в базиликата „Санта Мария дел Пополо“.

### Други
- ((it)) Sacco di Roma, в Dizionario di storia, Istituto dell'Enciclopedia Italiana, 2010
- ((it))((de))((fr)) Sacco di Roma (1527), на hls-dhs-dss.ch, Dizionario storico della Svizzera
- ((en)) Sacco di Roma (1527), в Enciclopedia Britannica
- ((it)) Antonio Pinelli, 6 maggio 1527: il Sacco di Roma, AudioLibri Laterza, 2007
- ((it)) IL SACCO DI ROMA: La tempesta si avvicina, La tempesta si scatena, на Rai.it